# Ľubomír Bednár
Ľubomír Bednár (* 3. listopadu 1964) je bývalý slovenský fotbalista.

## Fotbalová kariéra
V československé lize hrál za Tatran Prešov a na vojně za Duklu Banská Bystrica. V československé lize nastoupil ve 35 utkáních.

## Ligová bilance
| Ročník                                   | Zápasy | Góly | Klub                  |
| ---------------------------------------- | ------ | ---- | --------------------- |
| 1. československá fotbalová liga 1983/84 | 2      | 0    | Tatran Prešov         |
| 1. československá fotbalová liga 1984/85 | 21     | 0    | Tatran Prešov         |
| 1. československá fotbalová liga 1985/86 | 1      | 0    | Dukla Banská Bystrica |
| 1. československá fotbalová liga 1987/88 | 11     | 0    | Tatran Prešov         |
| CELKEM                                   | 35     | 0    |                       |